# Finn Helgesen
Finn Helgesen (25. dubna 1919 Drammen – 3. září 2011 Lørenskog) byl norský rychlobruslař.
Na Zimních olympijských hrách 1948 startoval v závodě na 500 m, ve kterém získal zlatou medaili, což byl největší úspěch jeho sportovní kariéry. O čtyři roky později, na zimní olympiádě 1952, skončil na této distanci na pátém místě, takže cenný kov neobhájil. Mezi lety 1946 a 1953 se zúčastňoval norských šampionátů či menších mezinárodních závodů, poslední start absolvoval v roce 1956.